# Fond du Lac State Forest
La Fond du Lac State Forest est une aire protégée américaine dans les comtés de Carlton et Saint Louis, au Minnesota.